# Zauhole
Zauhole (biał. Завуголле; ros. Зауголье) – wieś na Białorusi, w obwodzie mińskim, w rejonie miadzielskim, w sielsowiecie Krzywicze.

## Historia
W czasach zaborów w powiecie wilejskim, w guberni wileńskiej Imperium Rosyjskiego.
W latach 1921–1945 kolonia leżała w Polsce, w województwie wileńskim, w powiecie duniłowickim, (od 1926 powiat postawski) w gminie Żośno, od 1927 w powiecie wilejskim, w gminie Krzywicze.
Według Powszechnego Spisu Ludności z 1921 roku zamieszkiwało tu 65 osób, 34 było wyznania rzymskokatolickiego, 31 prawosławnego. Jednocześnie 34 mieszkańców zadeklarowało polską przynależność narodową, 31 białoruską. Było tu 9 budynków mieszkalnych. W 1931 w 15 domach zamieszkiwało 98 osób.
Wierni należeli do parafii rzymskokatolickiej w Krzywiczach i prawosławnej w Starych Habach. Miejscowość podlegała pod Sąd Grodzki w Miadziole i Okręgowy w Wilnie; właściwy urząd pocztowy mieścił się w Krzywiczach.
W wyniku napaści ZSRR na Polskę we wrześniu 1939 miejscowość znalazła się pod okupacją sowiecką. 2 listopada została włączona do Białoruskiej SRR. Od czerwca 1941 roku pod okupacją niemiecką. W 1944 miejscowość została ponownie zajęta przez wojska sowieckie i włączona do obwodu mińskiego Białoruskiej SRR.
Od 1991 w składzie niepodległej Białorusi.